# March 16–20, 1992
March 16–20, 1992 es el tercer álbum de estudio de la banda estadounidense de country alternativo Uncle Tupelo, lanzado el 3 de agosto de 1992 y reeditado junto al resto de su catálogo en 2003. El título se refiere a los cinco días que tardó la grabación del disco. La grabación es casi exclusivamente acústica y contiene canciones originales y algunas versiones de canciones de folk tradicionales, todas ellas producidas por el guitarrista de R.E.M. Peter Buck.

## Canciones
1. "Grindstone" (Farrar) – 3:16
2. "Coalminers" (tradicional) – 2:33
3. "Wait Up" (Tweedy) – 2:09
4. "Criminals" (Farrar) – 2:20
5. "Shaky Ground" (Farrar) – 2:49
6. "Satan, Your Kingdom Must Come Down" (tradicional) – 1:53
7. "Black Eye" (Tweedy) – 2:19
8. "Moonshiner" (tradicional) – 4:23
9. "I Wish My Baby Was Born" (tradicional) – 1:39
10. "Atomic Power" (Louvin, Louvin, Bain) – 1:51
11. "Lilli Schull" (tradicional) – 5:15
12. "Warfare" (tradicional) – 3:43
13. "Fatal Wound" (Tweedy) – 4:09
14. "Sandusky" (Farrar, Tweedy) – 3:43
15. "Wipe The Clock" (Farrar) – 2:36

### Pistas adicionales de la reedición de 2003
1. "Take My Word" (Farrar, Tweedy, Heidorn) – 2:03
2. "Grindstone (1991 Acoustic Demo)" (Farrar) – 3:55
3. "Atomic Power (1991 Acoustic Demo)" (Louvin, Louvin, Bain) – 1:35
4. "I Wanna Be Your Dog (1991 Acoustic Demo)" (Osterberg, Alexander, Asheton, Asheton) – 3:50
5. "Moonshiner (Live 1/24/93)" (Farrar, Tweedy) – 5:05
6. "The Walton's (Theme)" (Goldsmith) – 1:13 [Hidden Track]

- Pistas 17–19 y 21 inéditas.

## Créditos
- Jay Farrar – bajo, guitarra, guitarra de 12 cuerdas, armónica, voz
- Jeff Tweedy – bajo, guitarra, guitarra de 12 cuerdas, voz
- Mike Heidorn – batería, platillos, pandereta
- Brian Henneman – banjo, bouzouki, guitarra, mandolina, slide
- John Keane – banjo, bajo, guitarra, pedal steel guitar, steel guitar, ingeniero de sonido, mezcla
- Peter Buck – productor
- David Barbe – bajo, ingeniero
- Andy Carlson – violín
- Brian Holmes, Billy Holmes – acordeón